# Ngawang Lodrö Dragpa
| Tibetische Bezeichnung                              |
| --------------------------------------------------- |
| Wylie-Transliteration: ngag dbang blo gros grags pa |
| Chinesische Bezeichnung                             |
| Vereinfacht: 阿旺·洛追扎巴                          |
| Pinyin:Awang Luozhui Zhaba                          |

Ngawang Lodrö Dragpa (tib. ngag dbang blo gros grags pa; geb. 1920; gest. 1975) war ein moderner Gelehrter der Jonang-Tradition des tibetischen Buddhismus. Er ist der Verfasser einer bedeutenden Geschichte der buddhistischen Lehre des Jonang-Ordens (kurz: jo nang chos 'byung).

## Geschichte der Jonang-Schule
Seine Geschichte der Jonang-Schule (jo nang pa'i chos 'byung) liefert einen Überblick zur Entwicklung des Jonang-Ordens in Tibet und in Qinghai und Sichuan (bzw. Amdo und Kham) und stellt einige Mönche – z. B. Yumo Mikyö Dorje (yu mo mi bskyod rdo rje), Künpang Thugje Tsöndrü (kun spangs thugs rje brtson 'grus) und Sherab Gyeltshen (shes rab rgyal mtshan) vor – die bedeutende Beiträge zur Gründung und Entwicklung dieser Schule geleistet haben. Im Anhang sind zwei Schriften von Taranatha enthalten: „Allgemeine Darstellung des Vajra-Fahrzeugs“ und „Studien zur Unwirklichkeit der Eigenschaften des Madhyamaka“.